# 野洞河镇
野洞河镇，是中华人民共和国贵州省黔东南苗族侗族自治州黄平县下辖的一个乡镇级行政单位。
2013年4月25日，贵州省人民政府批复同意撤销野洞河乡，设置野洞河镇，镇人民政府驻仁里村。

## 行政区划
野洞河镇下辖以下地区：
仁里村、泥巴寨村、龙井村、白仓村、崇仁村、野洞村、万丈村、老王屯村、茶山村、章卞村、下坝村、新阳村、团坡村、金塘村、新华村、万丰村、建良村和龙角村。